# Diana El Jeiroudi
Diana El Jeiroudi  (em árabe: ديانا الجيرودي) (pseudónimo Diana Aljeiroudi), 15 de janeiro de 1977) é uma galardoada documentalista independente síria, que opera desde Berlim; também é cineasta, directora de cinema, produtora de filmes e cofundadora do Festival internacional de cinema DOX BOX  Síria, e da ONG DOX BOX e.V. em Alemanha. Em 2014, Diana foi a primeira síria em ser jurado no Festival de Cannes, tendo sido parte de seu primeiro juri do Olho de Ouro para Documentários. Em 2017, junto com seu cônjuge Orwa Nyrabia, foram os primeiros sírios convidados a converter-se em membros da Academia de Artes e Ciências Cinematográficas.

## Biografia
GRaduou-se com um B.A. em Artes e Humanidades, e em Literatura inglesa, pela Universidade de Damasco, Síria. De 1998 a 2002, trabalhou em marketing e publicidade, para algumas agências internacionais, dantes de começar em Proaction Filme, uma produtora independente de cinema, em Damasco, com Orwa Nyrabia. Também se especializou na produção cinematográfica no Instituto Nacional de Audiovisuais/Sorbona em França.

### Carreira
Após dar começo com uma carreira muito prometedora no campo do marketing, em 2002, Diana lançou uma companhia de produção cinematográfica com seu cônjuge Orwa Nyrabia. Seu primeiro filme como directora foi The Pot (2005), um curto documentário experimental que se estreou no prestigioso Festival internacional de documentários de Yamagata no Japão; e, depois, projectada em mais de sessenta países, recebendo críticas elogiosas.
Seu segundo filme Dolls, A Woman from Damascus (Bonecas, uma mulher de Damasco), de 2008, foi premiada em:
- Festival internacional de documentários de Amsterdão (IDFA);
- Visions du réel;
- Montpellier Cinemed Festival,[6]
- Festival internacional de documentários de Copenhaga.

E em mais de quarenta países.
Dolls, A Woman from Damascus foi também muito bem recebido pela crítica. Assim CounterPunch disse: -"Às vezes, há um filme que encapsula todas as tensões e contradições de um povo e um Estado. Este é o mérito do filme documentário de Diana El Jeiroudi sobre a situação das mulheres, a chegada da sociedade de consumo e a crescente influência do fundamentalismo muçulmano em Síria."
Em 2017, fez-se público que, em 2012, realizou um terceiro documentário, co-dirigido com seu colaborador em longo prazo, o fotógrafo e activista sírio Guevara Namer. A curta-metragem, titulada Morning Fears, Night Chants (Medos da Manhã, Cânticos da Noite) foi premiada, em 2012, no Festival internacional de documentários de Amsterdão (IDFA) com uma lista de partilha de nomes de alias, e contou a história de uma jovem cantora e compositora síria que vivia constantemente debaixo de perigo em Damasco.
Seus filmes também se mostraram em eventos e lugares de arte, incluindo Kunsthalle de Viena, Museus Estatais de Berlim e no Bienal de Arte de Ásia em Taiwán.
Como produtora de documentários, Diana trabalhou em vários projectos de exito, incluindo Água Prateada, autorretrato da Síria, estreada no Festival de Cannes de 2014, obtendo um Grierson Awards no Festival de Cinema de Londres BFI de 2014, e no The Mulberry House, pela escocesa (nomeada aos Yemeni Oscar) realizadora Sara Ishaq, estreada no Festival internacional de documentários de Amsterdão (IDFA) de 2013; e, depois lançado teatralmente em Áustria e em Espanha. Diana também foi uma das produtoras do Festival de Cinema de Sundance de 2014, com o Documentário ganhador do Prémio do Grande Jurado Volta a Homs.
Em 2014, depois de mudar-se a Berlim, Diana anunciou a criação de DOX BOX e.V., uma associação sem fins de lucro dirigida ao apoio, a promoção e a educação de uma nova geração de documentalistas no Mundo árabe, além de ser co-fundadora e gerente geral da associação, e também continuou produzindo e dirigindo filmes.
Em 2015, Diana foi uma dos membros do júri para o primeiro prémio de cinema documentário "L'Œil d'or"  ("The Golden Eye") no Festival de Cannes 2015; e, serviu em júris de vários festivais, incluindo o IDFA, Festival Jeden Svět de Praga, entre outros. El Jeiroudi é ademais membro da Deutsche Filmakademie.